# Walter Rautenstrauch
Pour les articles homonymes, voir Rautenstrauch.
Dr. Walter Rautenstrauch (1880-1951) a assumé la présidence du département génie industriel de l'université Columbia  dans les années 1930.
Ingénieur mécanicien, Rautenstrauch était consultant pour des entreprises industrielles. Il a été, pendant de nombreuses années, professeur et directeur du département d'ingénierie industrielle de l'université Columbia. Il fut le premier à créer un département de la sorte aux États-Unis.

## Walter Rautenstrauch et le Comité sur la technocratie
En 1932, Rautenstrauch a créé une nouvelle organisation, le Committee on Technocracy (comité de la technocratie), qui voulait tracer le chemin vers une forme plus rationnelle de la société.

## Source
- (en) Cet article est partiellement ou en totalité issu de l’article de Wikipédia en anglais intitulé « Walter Rautenstrauch » (voir la liste des auteurs).